# Michael York (jogador de hóquei sobre a grama)
Michael John York (16 de outubro de 1967) é um ex-jogador de hóquei sobre a grama australiano que já atuou pela seleção de seu país. Participou de quatro Jogos Olímpicos e conquistou três medalhas: uma de prata e duas de bronze.